# Dzhebel
Dzhebel (en búlgaro: Джебел) es una ciudad de Bulgaria en la provincia de Kardzhali.

## Geografía
Se encuentra a una altitud de 328 m s. n. m. a 284 km de la capital nacional, Sofía.

## Demografía
Según estimación 2012 contaba con una población de 2 940 habitantes.
|         | 2004  | 2005  | 2006  | 2007  | 2008  | 2009  | 2010  |
| Mujeres | 1 466 | 1 469 | 1 467 | 1 496 | 1 501 | 1 509 | 1 523 |
| Varones | 1 435 | 1 425 | 1 422 | 1 436 | 1 443 | 1 443 | 1 459 |
| Total   | 2 901 | 2 894 | 2 889 | 2 932 | 2 944 | 2 952 | 2982  |